# Somebody I Used to Know
Somebody I Used To Know (conocida en Hispanoamérica como A quien solía conocer y en España como Una antigua conocida) es una película de comedia romántica estadounidense de 2023 dirigida por Dave Franco y coescrita con su esposa Alison Brie. La película está protagonizada por Brie, Jay Ellis y Kiersey Clemons. Fue estrenada en Amazon Prime Video el 10 de febrero de 2023.

## Reparto
- Alison Brie como Ally
- Jay Ellis como Sean
- Kiersey Clemons como Cassidy
- Danny Pudi como Benny
- Olga Merediz como Joanne "Jojo"
- Haley Joel Osment como Jeremy
- Julie Hagerty como Libby
- Ayden Mayeri como Kayla
- Fabi Reyna como Jules
- Marian Li como Cyrina
- Ted Rooney como Barry
- Rochelle Maria Muzquiz como Mel
- Loudon McCleery como Brad
- Phillip Ray Guevara como Ev
- Hannah Barefoot como Michelle
- Amy Sedaris como Deedee
- Sam Richardson como Dar
- Zoë Chao como Ramona
- Kelvin Yu como Christian
- Evan Jonigkeit como Chef Jamie

## Producción
En agosto de 2021, se anunció que Alison Brie, Jay Ellis y Kiersey Clemons se habían unido al elenco de la película, con Dave Franco dirigiendo un guion que escribió junto a Brie. Amazon Studios produjo y distribuyó a través de Prime Video. En septiembre de 2021, Julie Hagerty, Haley Joel Osment, Amy Sedaris, Danny Pudi, Zoë Chao, Evan Jonigkeit, Olga Merediz, Ayden Mayeri y Kelvin Yu se unieron al elenco de la película. Franco dijo que la película se inspiró en las comedias románticas de los años 80 y 90.
La fotografía principal comenzó en Portland, Oregón y sus alrededores en septiembre de 2021. En agosto de 2022, Brie declaró que la posproducción había terminado y que la película estaba terminada.